# Quirindi
Quirindi är en ort i Australien. Den ligger i kommunen Liverpool Plains och delstaten New South Wales, i den sydöstra delen av landet, omkring 270 kilometer norr om delstatshuvudstaden Sydney. Antalet invånare är 2 923.
Trakten runt Quirindi är nära nog obefolkad, med mindre än två invånare per kvadratkilometer.. Quirindi är det största samhället i trakten. 
Trakten runt Quirindi består till största delen av jordbruksmark. Genomsnittlig årsnederbörd är 907 millimeter. Den regnigaste månaden är februari, med i genomsnitt 171 mm nederbörd, och den torraste är oktober, med 20 mm nederbörd.